# Jaime Garcia Goulart

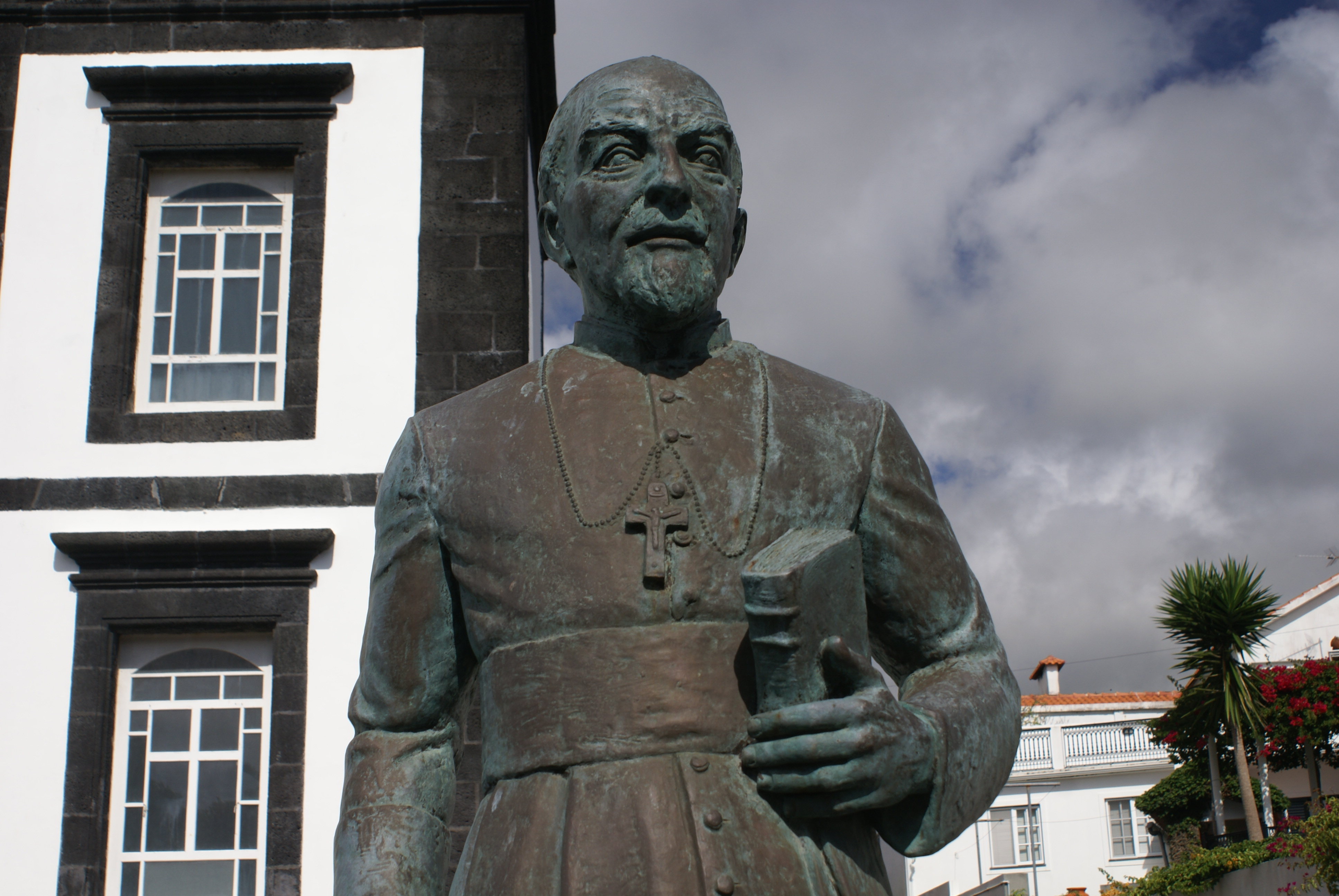
Statue von Jaime Garcia Goulart vor der Kirche Nossa Senhora das Candeias in Candelária.

Jaime Garcia Goulart (* 10. Januar 1908 in Candelária do Pico, Portugal; † 15. April 1997 in Ponta Delgada, Portugal) war der erste Bischof des Bistums Dili der damaligen Kolonie Portugiesisch-Timor. Zwischen 1940 und 1942 war Goulart der apostolische Administrator. Am 12. Oktober 1945 wurde er zum Bischof geweiht und hatte das Amt bis zum 31. Januar 1967 inne.

## Leben
Jaime Garcia Goulart wurde in der Gemeinde Candelária auf der Azoreninsel Pico als Sohn von João Garcia Goulart und Maria Felizarda Goulart geboren. Beide Elternteile waren mit Kardinal José da Costa Nunes verwandt. Isabel Emilia da Costa, Jaimes Großmutter väterlicherseits, war die Schwester des Vaters des Kardinals und Isabel Felizarda Castro, Jaimes Großmutter mütterlicherseits, war die Schwester der Mutter des Kardinals.
Nach dem Vorbild seines Cousins ging Goulart 1921 als 13-Jähriger mit elf anderen Jungen von den Azoren nach Macau, wo José da Costa Nunes Generalvikar von Macau und Timor war. Hier besuchte Goulart das Priesterseminar São José. Noch als Theologiestudent wurde er zum ersten Sekretär des Bischofs ernannt.
Zurück auf den Azoren nahm Goulart am Kurs für Episkopaler Theologie des Seminars in Angra do Heroísmo teil. Hier wurde er am 10. Mai 1931 zum Priester geweiht. Seine erste Messe feierte er am 15. Mai in seinem Geburtsort Candelária. Noch im selben Jahr kehrte er nach Macau zurück.
Von 1933 bis 1937 wurde Goulart nach Portugiesisch-Timor als Kommissar der zum Bistum Macau gehörenden Kolonie entsandt. In diese Zeit fällt die Gründung des Priesterseminars Nossa Senhora da Fatima in Soibada. Nach drei Jahren in Macau kehrte Goulart 1940 als Vizegeneral der dortigen Mission nach Timor zurück. Dank der Fürsprache am Heiligen Stuhl durch Bischof Nunes wurde mit der Bulle Sollemnibus conventionibus am 4. September 1940 das Bistum Dili geschaffen. Es wurde als Suffragandiözese dem Erzbischof von Goa und Daman unterstellt und Goulart wurde am 18. Januar 1941 zum Apostolischen Administrator ernannt.
Im Zweiten Weltkrieg kam es zur Schlacht um Timor, in deren Verlauf erst niederländische und australische Truppen in die Kolonie des neutralen Portugals einrückten und 1942 Japan Portugiesisch-Timor besetzte. Goulart musste sein Bistum verlassen und fand Zuflucht in Australien, wo er mit anderen Evakuierten auf Bobs Farm interniert wurde. Nach Ende des Krieges wurde er am 12. Oktober 1945 zum ersten Bischof von Dili ernannt. Seine Weihe fand am 28. Oktober 1945 in der Kapelle des St. Patrick’s College in Sydney statt. Hauptkonsekrator war Giovanni Panico, der Apostolische Legat in Australien. Mitkonsekratoren waren Norman Thomas Gilroy, Erzbischof von Sydney, und John Aloysius Coleman, Bischof von Armidale. Am 9. Dezember 1945 zog Goulart feierlich in Dili ein. Die pastoralen Strukturen, wie die alte Kathedrale von 1909 und viele andere Kirchen, waren im Krieg zerstört worden.
Als Bischof widmete sich Goulart besonders der Missionarsarbeit, der Priester- und Katechetenausbildung sowie der Konsolidierung des Pastoralseminars in Soibada, das 1951 nach Dare verlegt wurde. In seiner Amtszeit stieg die Zahl der Katholiken in der Kolonie von 30.000 auf 150.000. An den Missionsschulen nahm die Zahl der Schüler von 1.500 auf 8.000 zu. Seit 1940 verfügte die Katholische Kirche durch ein Konkordat über das Erziehungsmonopol in der Kolonie. Am 23. Mai 1964 wurde Goulart für sein Schaffen in Portugiesisch-Timor der Orden des Infanten Dom Henrique verliehen.
Mit der Begründung müde zu sein und mit Hinweis auf seine schlechte Gesundheit bat Goulart 1965 um die Ernennung eines Koadjutors. Dieser wurde José Joaquim Ribeiro, Titularbischof von Aegeae, der bisher im Erzbistum Évora seinen Dienst versah. Ribeiro wurde am 31. Januar 1967 zum neuen Bischof von Dili nominiert, als Goulart resignierte. Er erhielt stattdessen den Titel des Titularbischofs von Trofimiana. Am 27. Januar 1971 gab Goulart auch diesen Titel ab, als er als Bischof von Dili emeritierte. Goulart war im August 1967 auf die Azoren zurückgekehrt und ließ sich zunächst in Horta auf der Insel Faial nieder. Später kehrte er zu seinem Geburtsort Candelária zurück, wo er die Schirmherrschaft über das Kinderhaus São José übernahm, einer sozialen Einrichtung, die sein Cousin Kardinal José da Costa Nunes gegründet hatte. Am 3. November 1985 war Goulart einer der Konzelebranten bei der Segnung der Kathedrale Sé de São Salvador in Angra. Sie war nach dem Erdbeben vom 1. Januar 1980 wieder aufgebaut worden.
Aus gesundheitlichen Gründen zog Goulart zu Verwandten in Rabo de Peixe auf der Insel São Miguel. Im Alter von 89 Jahren starb er in Ponta Delgada am 15. April 1997.

## Namensgeber
Die Erzdiözese Dili führt seit 2013 das Instituto Filosofia e Teologia Dom Jaime Garcia Goulart (ISFIT) interdiözesan mit den anderen Bistümern Osttimors.